# Hyakunin-giri Kyōsō
Hyakunin-giri Kyōsō (jap. 百人斬り競争, pol. dosł. Konkurs zabójstw stu osób) – relacja z gazety o rywalizacji (konkursie) pomiędzy dwoma oficerami Cesarskiej Armii Japońskiej, Tsuyoshim Nodą i Toshiakim Mukaim, rzekomo o to, kto szybciej zabije mieczem sto wrogów podczas bitwy o Nankin w listopadzie i grudniu 1937 roku. Trybunał Wojskowy w Nankinie wykorzystał doniesienia prasowe jako dowód, a obu oficerów skazano na śmierć i stracono.

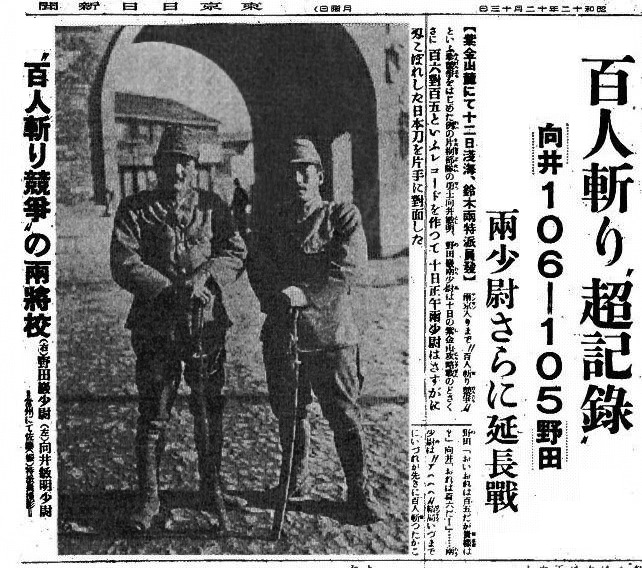
Artykuł w tokijskim dzienniku Nichi Nichi Shimbun z 13 grudnia 1937 r. na temat „konkursu” i jego rezultatu Mukai (po lewej) 106, Noda (po prawej) 105

Podczas wojny historię ceniono jako opowieść o męstwie żołnierza w bitwie, ale po jej zakończeniu spotkała się z krytyką, wskazując na symboliczne odzwierciedlenie masakry nankińskiej.

## Proces i egzekucja
Po zakończeniu wojny, protokół zawodów trafił do archiwów Międzynarodowego Trybunału Wojskowego dla Dalekiego Wschodu. W roku 1947 obu żołnierzy pojmano przez amerykańską armię i umieszczono w więzieniu Sugamo. Następnie zostali ekstradowani do Chin, gdzie stanęli przed Trybunałem ds. Zbrodni Wojennych w Nankinie. Wraz z nimi osądzony został Gunkichi Tanaka, kapitan japońskiej armii, który w czasie masakry osobiście zabił mieczem przeszło 300 Chińczyków. Wszyscy trzej mężczyźni zostali uznani za winnych okrucieństw dokonanych podczas bitwy o Nankin i późniejszej masakry. Zostali skazani na najwyższy wymiar kary, jakim była kara śmierci. 28 stycznia 1948 roku cała trójka została rozstrzelana przez pluton egzekucyjny na obrzeżach Nankinu w górach dystryktu Yuhuatai. W czasie śmierci Mukai i Noda mieli po 35 lat, natomiast Tanaka 42 lata.

## Pozew o zniesławienie
W kwietniu 2003 roku rodziny Mukai i Nody wniosły oskarżenie o zniesławienie przeciwko dziennikarzowi opisującemu sprawę konkursu i gazetom Asahi Shimbun i Mainichi Shimbun z powodu „nieścisłości”, żądając odszkodowania w wysokości 36 000 000 jenów. 23 sierpnia 2005 roku sędzia Sądu Rejonowego w Tokio oddalił pozew, argumentując, że „konkurs miał miejsce i nie został stworzony przez media”. Sędzia stwierdził, że choć pierwotny artykuł zawierał „błędne elementy”, wojskowi przyznali, że rywalizowali w zabiciu 100 osób, a więc „trudno uznać to za fikcję”. W grudniu 2006 roku Sąd Najwyższy Japonii podtrzymał wyrok Sądu Rejonowego w Tokio.